# Bruges
|  | Per a altres significats, vegeu «Bruges (Gironda)». |

Bruges (en neerlandès i oficialment, Brugge) és la capital de la província belga de Flandes occidental. Situada a l'extrem nord-oest de Bèlgica, a 90 km de la capital, Brussel·les, té una població de 117.000 habitants, 20.000 dels quals viuen al nucli històric. El nom prové probablement del nòrdic antic Bryggia ('molls, atracadors').

## Història

### Orígens
Les primeres traces d'activitat humana a la ciutat daten de l'època preromana. Unes primeres fortificacions van ser construïdes després de la conquesta dels menapis per part de l'emperador romà Juli Cèsar al segle primer aC.
L'assentament es va construir a la desembocadura del Reie, a la frontera entre una zona pantanosa, sovint submergida i la zona arrenosa exempta d'aigües altes. Des del segle x s'hi van construir dics i crear pòlders i la línia de la costa va apujar cap al nord-oest.
Aquestes construccions havien de protegir la costa dels atacs pirates. Amb l'arribada dels francs, aquests es van fer càrrec de tota aquesta regió al segle iv i l'administraren sota el nom de Flandrensis Pagus. Les incursions vikingues del segle ix van propiciar que Balduí I de Flandes fortificara les construccions de defensa romanes, permetent de nou el comerç entre Anglaterra i els pobles escandinaus.

### Edat daurada (delseglexiialxv)
Bruges va rebre els drets de ciutat el 27 de juliol de l'any 1128. Amb aquest permís, es van construir noves muralles i canals. Aproximadament, a partir de l'any 1050, el dipòsit de sediments (obturació) va obstruir l'accés al mar però, una tempesta l'any 1134 va restablir de nou l'accés. Després es va excavar un canal en aprofitar el braç de mar (priel) natural Het Zwin. Amb aquest fet, l'entrada del mar es va estendre fins a Damme, una ciutat que va esdevenir l'avantport de Bruges.

#### Comerç
La ciutat s'ubicava en un punt estratègic per al comerç del nord de la Lliga Hanseàtica i també per a les rutes comercials dirigides al sud. Així, prompte va ser inclosa en la ruta de les fires de tela flamenques i franceses al principi del segle xiii. Això no obstant, quan aquest sistema de fires va deixar de ser atractiu, els emprenedors locals de Bruges començaren a innovar. Aquests van adoptar d'Itàlia les noves formes de capitalisme mercantil mitjançant el qual diversos mercaders compartien els riscos, beneficis i coneixement de mercats. Començaren a emprar alhora noves formes d'intercanvi econòmic, incloent-hi les lletres de canvi (és a dir, els pagarés) i les lletres de crèdit. La ciutat va rebre de bon grat els comerciants estrangers, notablement els mercaders portuguesos de pebre i els comerciants d'espècies
La vida urbana va viure el seu auge a la ciutat a partir del segle xii. Aquesta tenia llavors una indústria manufacturera de llana, un mercat dedicat en exclusiva a aquesta matèria, salvaguardat pels murs de Bruges i, a més a més, els excedents podien ser guardats amb seguretat davall el patrocini dels comtes de Flandes. Llavors, empresaris de la ciutat van començar a obrir establiments en els mercats de llana de les zones productores d'Anglaterra i Escòcia. Els contactes anglesos importaven cereals de Normandia i vins gascons. Les embarcacions hanseàtiques van plenar el port i aquest va haver de ser ampliat a partir de Damme fins a Sluis per donar cabuda a més vaixells.
El 1277, la primera flota mercant provinent de Gènova va aparèixer al port de Bruges.

## Divisions administratives
| Gràfic divisions ciutat | Divisions | Imatge de satèl·lit |
| ----------------------- | --- | ------------------- |
| Divisions de la ciutat  | - (I) Centre històric, Sint-Jozef i Sint-Pieters-op-de-Dijk - (II) Koolkerke - (III) Sint-Andries - (IV) Sint-Michiels - (V) Assebroek - (VI) Sint-Kruis - (VII) Dudzele - (VIII) Lissewege (amb Zeebrugge i Zwankendamme). | Imatge de satèl·lit |

L'atractiu principal de Bruges és el seu centre històric, declarat Patrimoni de la Humanitat per la UNESCO l'any 2000. Encara que en gran part està reconstruït, que manté intactes la xarxa viària medieval. Excepte els monuments majors (Casa de la Vila, esglésies) la majoria de les estructures arquitectòniques daten del segle xvi i enllà. Igual que Amsterdam i Estocolm, entre d'altres, Bruges és coneguda com la Venècia del nord, a causa de la gran bellesa dels nombrosos canals que travessen la ciutat.
Bruges va ser capital europea de la Cultura el 2002, juntament amb Salamanca.

## Hidrografia
La ciutat va néixer com un port als marge del riu Reie, avui canalitzat, que desembocava en un braç de mar, dit el Zwin. L'antic riu va donar el seu nom a diversos carrers al llarg dels canals: Langerei, Spinolarei, Sint-Annarei... Quatre canals navegables s'hi connecten: el Damse Vaart, el Canal Bruges-Oostende, el canal Gant-Bruges i el Boudewijnkanaal. Des de la fi dels anys 60 del segle passat, ja no hi ha navegació comercial al nucli antic, tret d'un port esportiu al canal Coupure i les embarcacions turístiques.

## Llocs d'interès

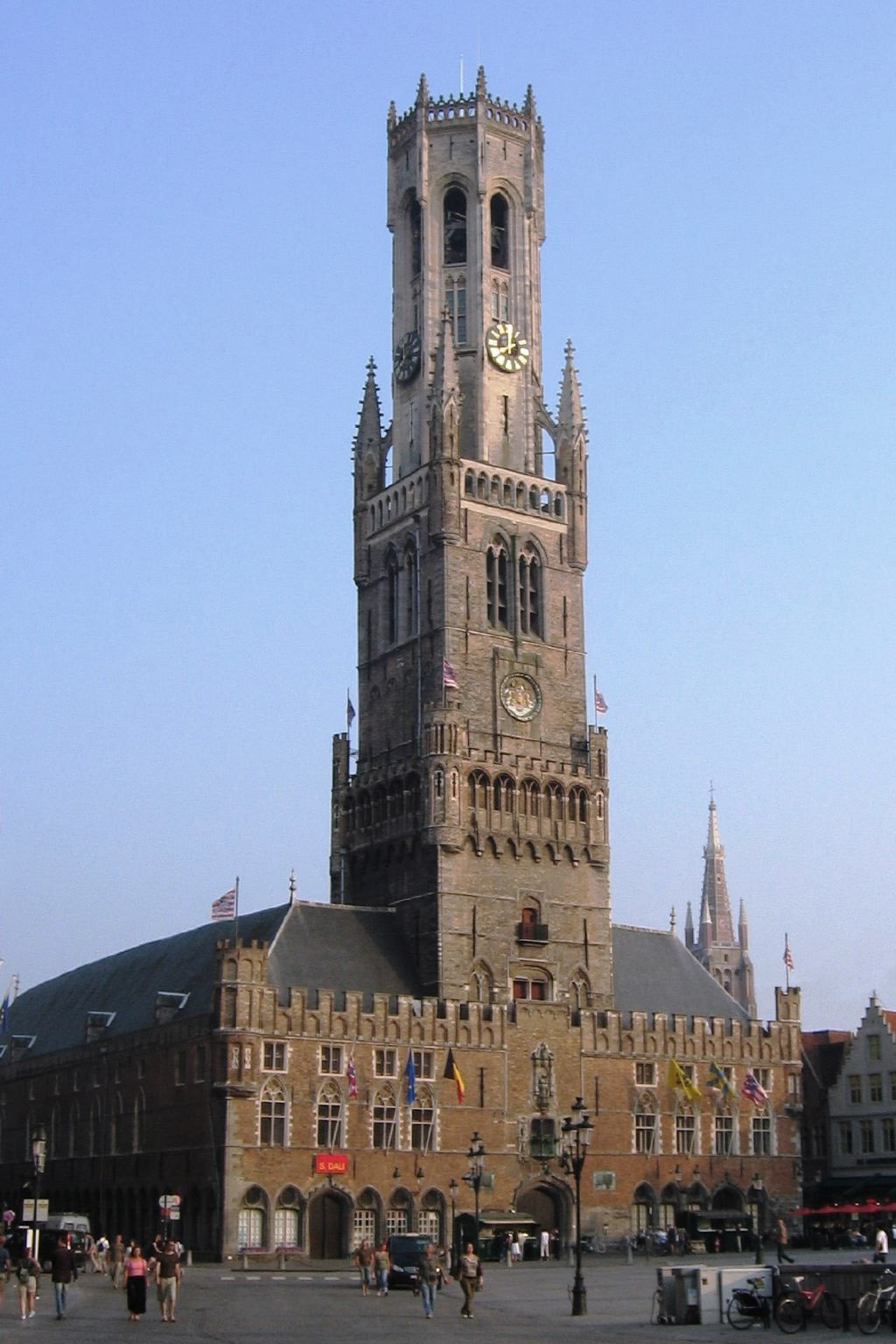
El belfort i l'antic mercat cobert de Bruges

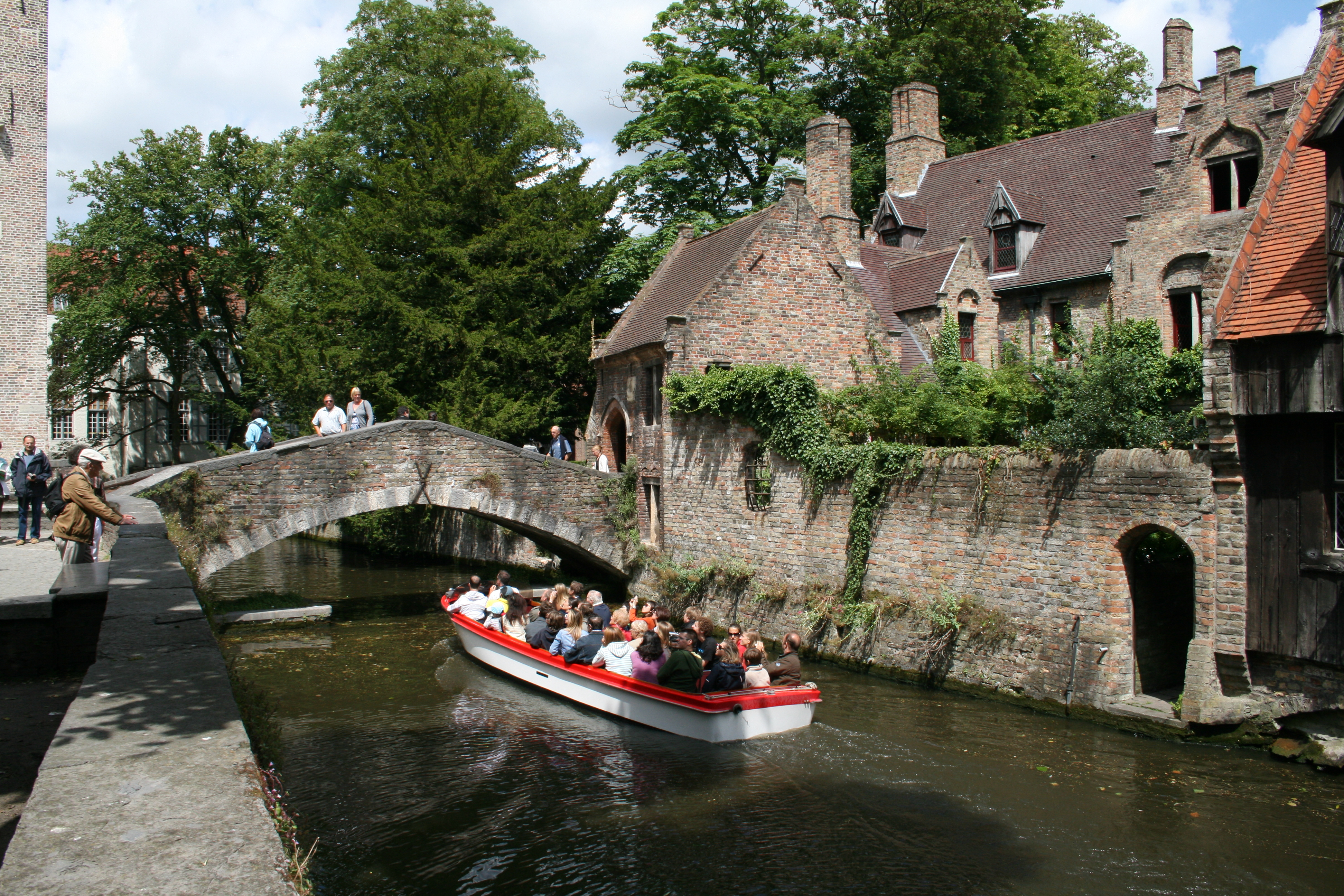
Canals de la ciutat.

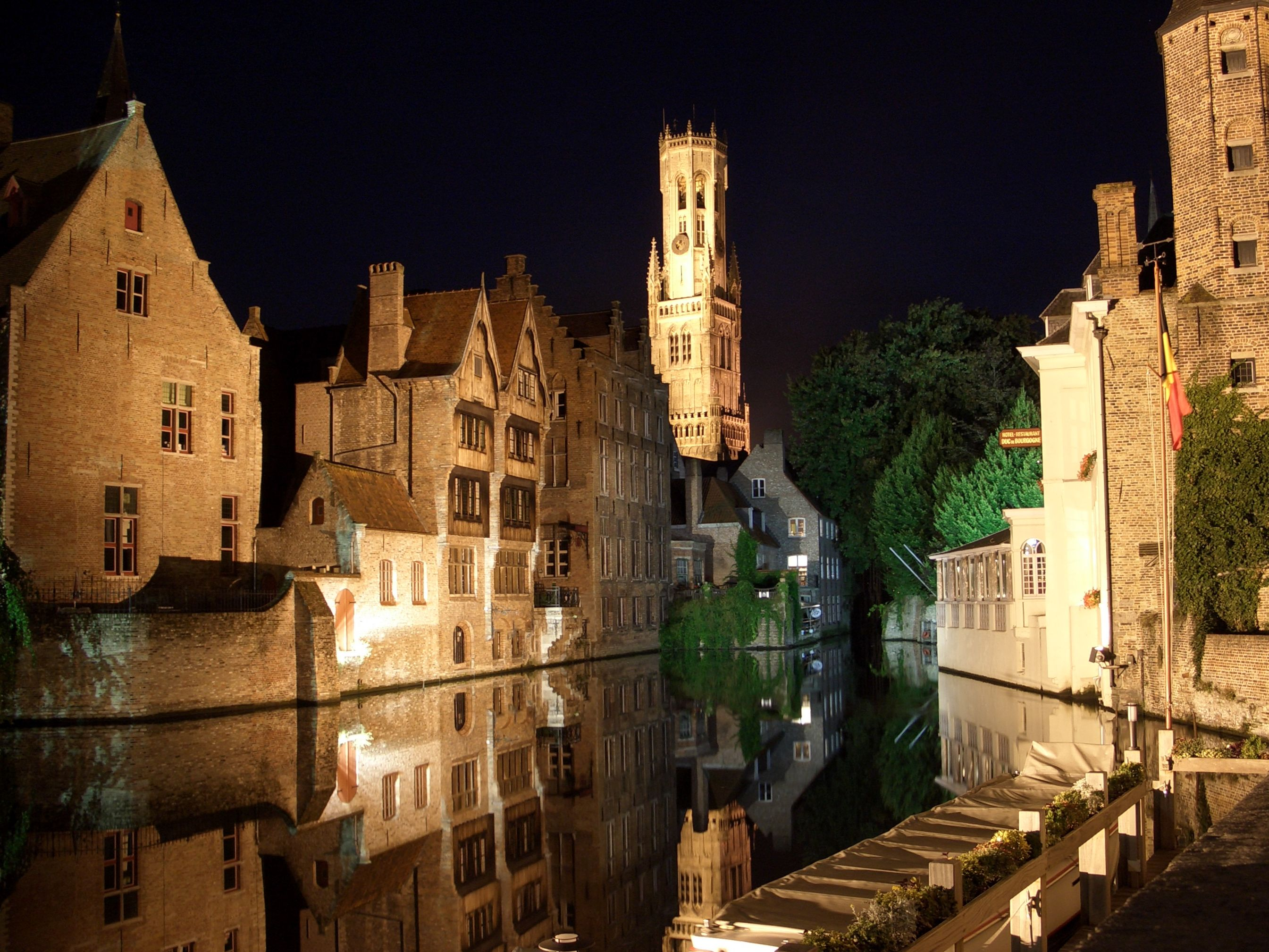
El moll Rozenhoedkaai.

Tot el centre històric de Bruges és per als vianants, per la qual cosa és un plaer recórrer els carrers, gaudint de les vistes dels seus imposants monuments des de l'època romànica fins a l'arquitectura contemporània. És habitual recórrer la ciutat amb bicicleta, amb cotxe de cavalls, o en rutes a través dels seus canals. Destaquen especialment:
- Església de Nostra Senyora.
- Catedral de Sant Salvador.
- Plaça del Burg, on trobem l'Ajuntament i la Basílica de la Santa Sang.
- Plaça Major o Grote Markt, on podrem visitar el belfort, el seu belfort gòtic, de 83 m d'altura i de 366 esglaons.
- Beguinatge (Begijnhof), al voltant d'un tranquil jardí que destaca per la seva bellesa, especialment a la primavera.
- El  museu Groeninge, amb una col·lecció important dels primitius flamencs.
- El museu de Gruuthuse, museu d'història (tancat per reformes fins a 2018)
- L'antiga secretaria del Franconat de Bruges
- Tolhuus o antiga Casa de Duanes

## Persones
- Simon Stevin (1548–1620), matemàtic i enginyer.
- Anselmus de Boodt (1550-1632), científic, pare de la mineralogia moderna
- Olivier de Wree o Vredius (1596-1652), historiador, poeta i polític
- Grégoire de Saint-Vincent (1584-1667), matemàtic i jesuïta.
- Guido Gezelle (1830-1899) sacerdot i poeta belga en neerlandès.
- Hugo Claus (1929-2008), escriptor, poeta, dramaturg, pintor i director de cinema.
- Agustí Ghislain Baró de Peellaert (1793-1876), militar, escriptor i compositor d'òperes.
- Lluís de Gruuthuse (±1422-1492), noble, conseller dels ducs de Borgonya i gentilhome de cambra de Felip I de Castella
- Joseph Ryelandt (1870-1965) compositor musical.
- Karel De Flou (1853-1931), lingüista especialitzat en toponímia neerlandesa

## Transports
L'estació central de Bruges és el centre de comunicacions de la costa flamenca i de la xarxa de línies d'autobús regionals i locals. Hi ha trens cada hora cap a les ciutats més importants de Bèlgica, i també cap a Lilla, a Flandes francès. L'estació és a deu minuts a peu del centre històric.
L'aeroport de Brussel·les és només a una hora amb cotxe o a una hora i mitja amb tren o autobús. L'aeroport d'Oostende-Bruges, més proper, té connexions limitades.

## Panoràmiques

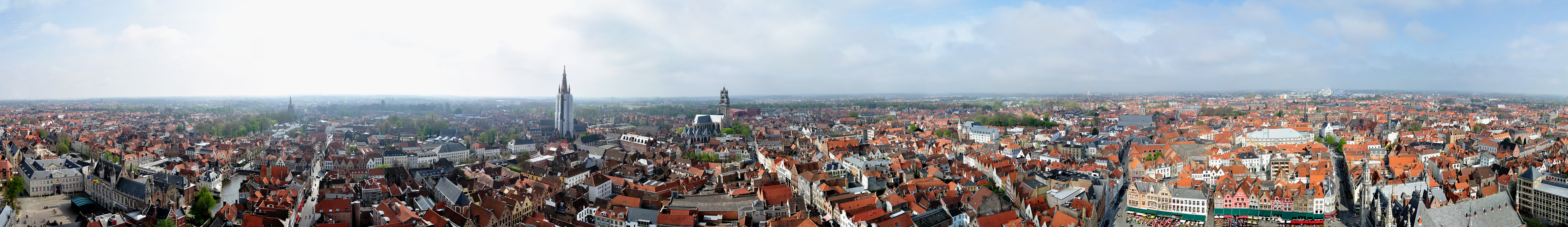
Panoràmica de la ciutat des de la talaia del Markt («plaça del mercat») (2009)

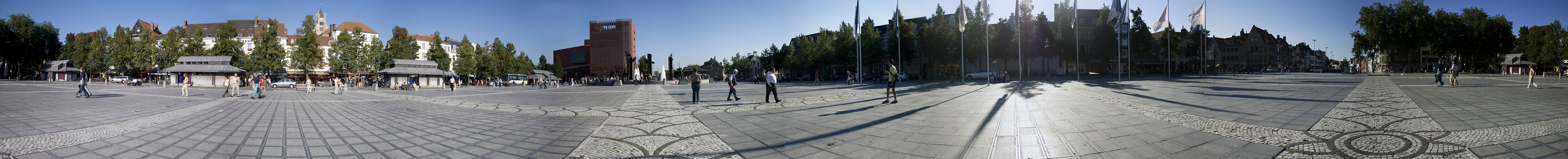
Panoràmica 360° de la plaça 't Zand